# Ладыженский, Алексей Юрьевич
Алексе́й Ю́рьевич Лады́женский  (10 октября 1693 — 1 августа 1756, Нижний Новгород) — деятель католической церкви, иезуит.

## Биография
Большинство источников, из которых известна биография Ладыженского, особо останавливаются на истории его обращения в католицизм и последующего заключения, оставляя в стороне другие факты его биографии. В связи с этим ряд источников именуют его «загадочной фигурой» и «неисследованной страницей в истории русского католицизма».
Был представителем знатного рода Ладыженских, сын стольника Юрия Фёдоровича Ладыженского и княжны Елены Никитичны Приимковой-Ростовской. Обучался в иезуитской школе при католической церкви в Москве, в 1710 году был послан в Европу для обучения. Там он перешёл в Католическую церковь, и вступил в новициат иезуитов, продолжал обучение в Риме, изучал философию и теологию. Около 1719 года принял монашеские обеты с именем Алоизий, в 1731 году окончил обучение в коллегии иезуитов, пройдя полный 13-летний курс.
С 1724 получил сан католического священника. В 1727 переехал в Речь Посполитую.
Профессор моральной теологии в Варшаве (1727— 1728) и Вильно (1728— 1729). Профессор философии (1729 — 1731) и моральной теологии (1731— 1732) в Минске. Миссионер в Высоцке Пинского уезда (1734 — 1735). В 1735 г. — префект костела Св. Рафаила в Вильне
Во время войны за польское наследство был арестован по приказу генерала Ласси российскими войсками, занявшими Вильну в 1735 году. Против захвата Ладыженского протестовали король Август и высшие круги Речи Посполитой, но они были проигнорированы.
Ладыженский был заключён в Петропавловскую крепость и подвергнут телесным наказаниям. Несмотря на суровость обращения и увещевания Феофана (Прокоповича) отказался вернуться в православие и подтвердил осознанность выбора католической веры. В 1737 году сослан в Тобольск солдатом.
После 5 лет в ссылке, тем не менее, подал прошение о присоединению к православию, то ли сломленный болезнью, то ли уступая уговорам православных иерархов. После перехода был освобождён от солдатчины, и в 1743 году отправлен в Нижний Новгород с условием принятия православного монашества. Тем не менее, искренность перемены Ладыженским вероисповедания вызывала сомнения, согласно некоторым источникам он также поначалу отказывался становиться монахом. Всё это вызвало новые разбирательства, по итогам которых Ладыженского вынудили вторично отречься от католичества и повторно обратиться в православие.
Скончался в 1756 году в Благовещенском монастыре Нижнего Новгорода.